# Trolejbusy w Łucku

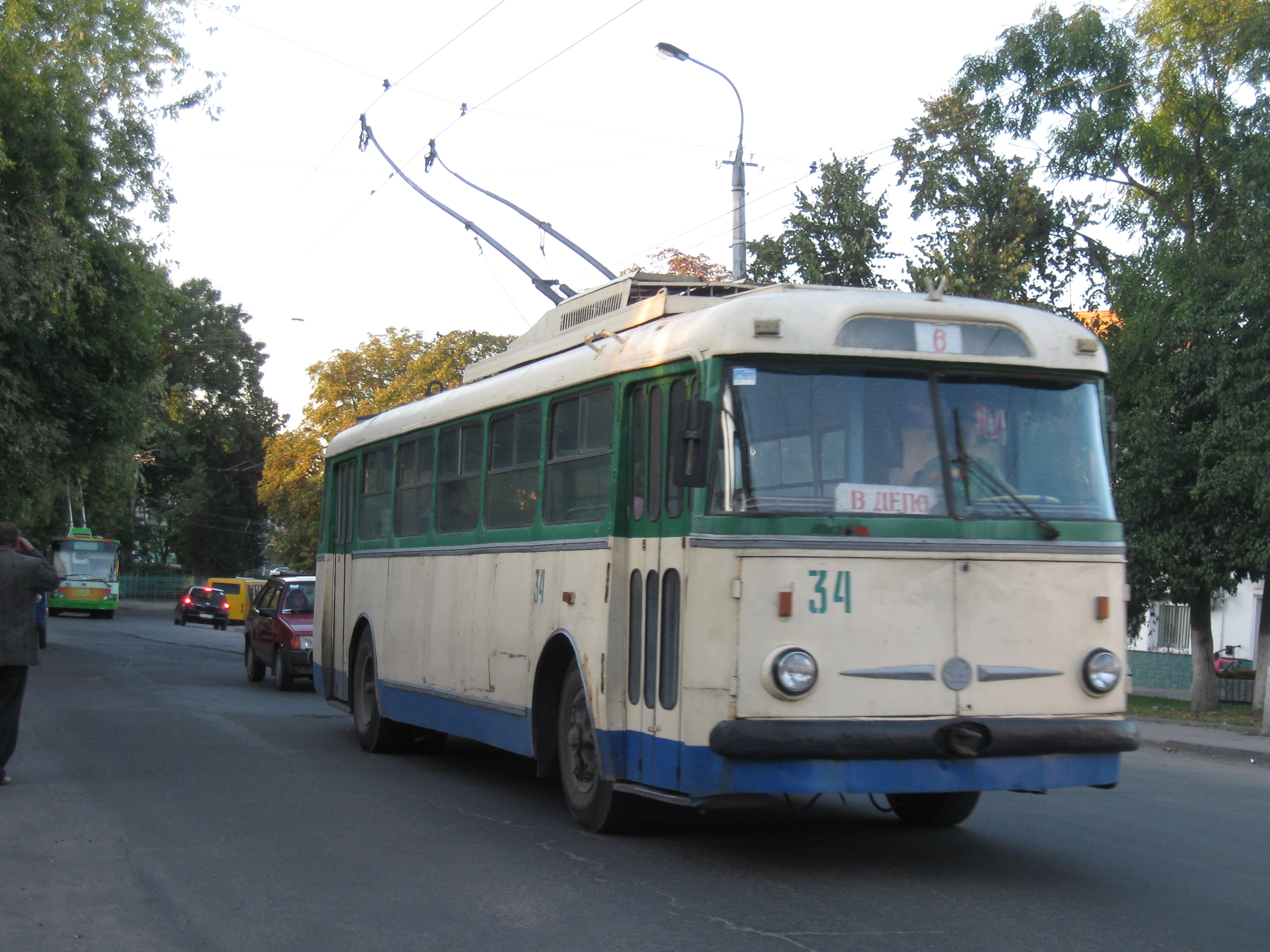
Trolejbus Škoda 9Tr nr 34

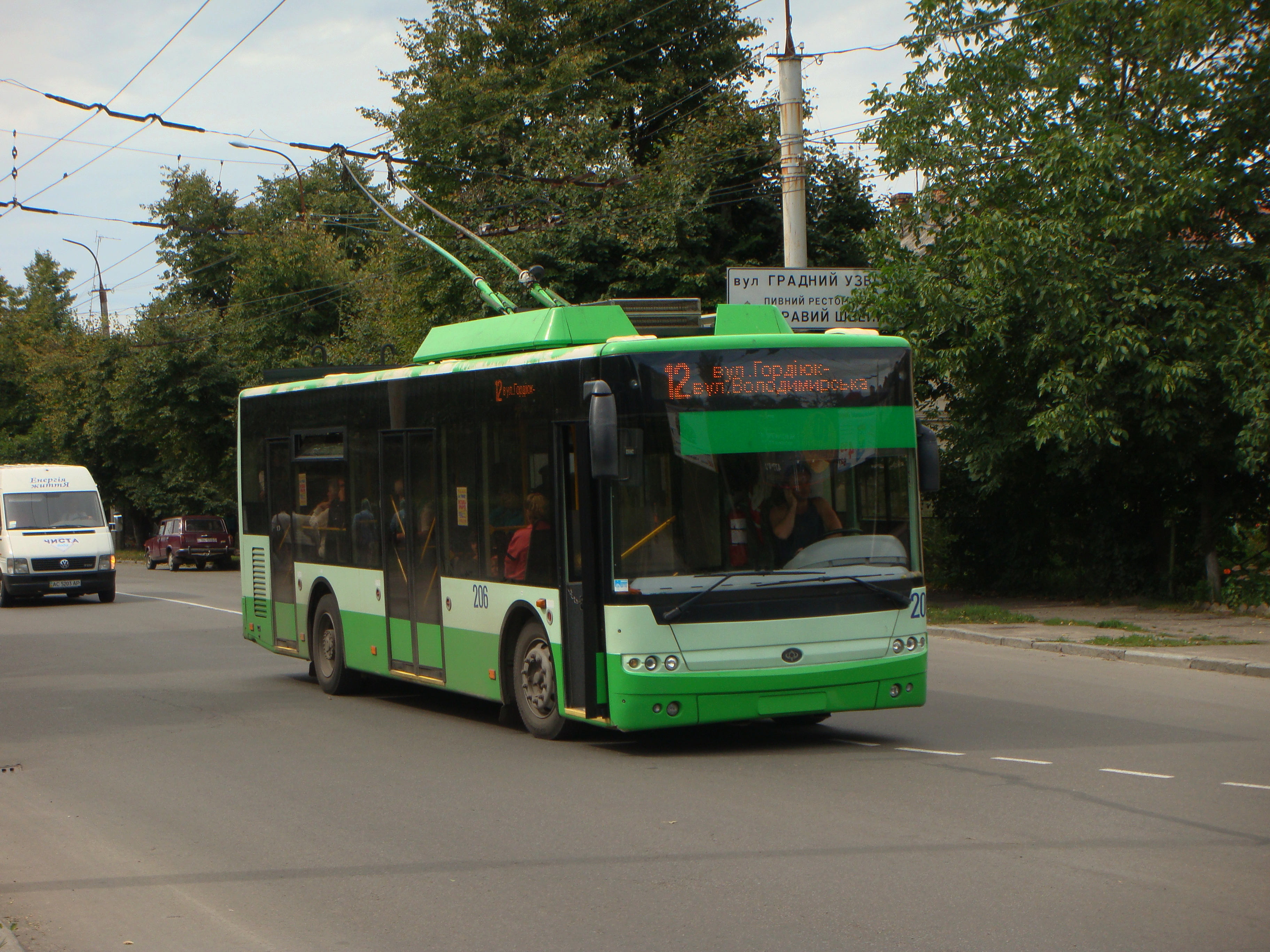
Trolejbus Bogdan T501.10 w Łucku

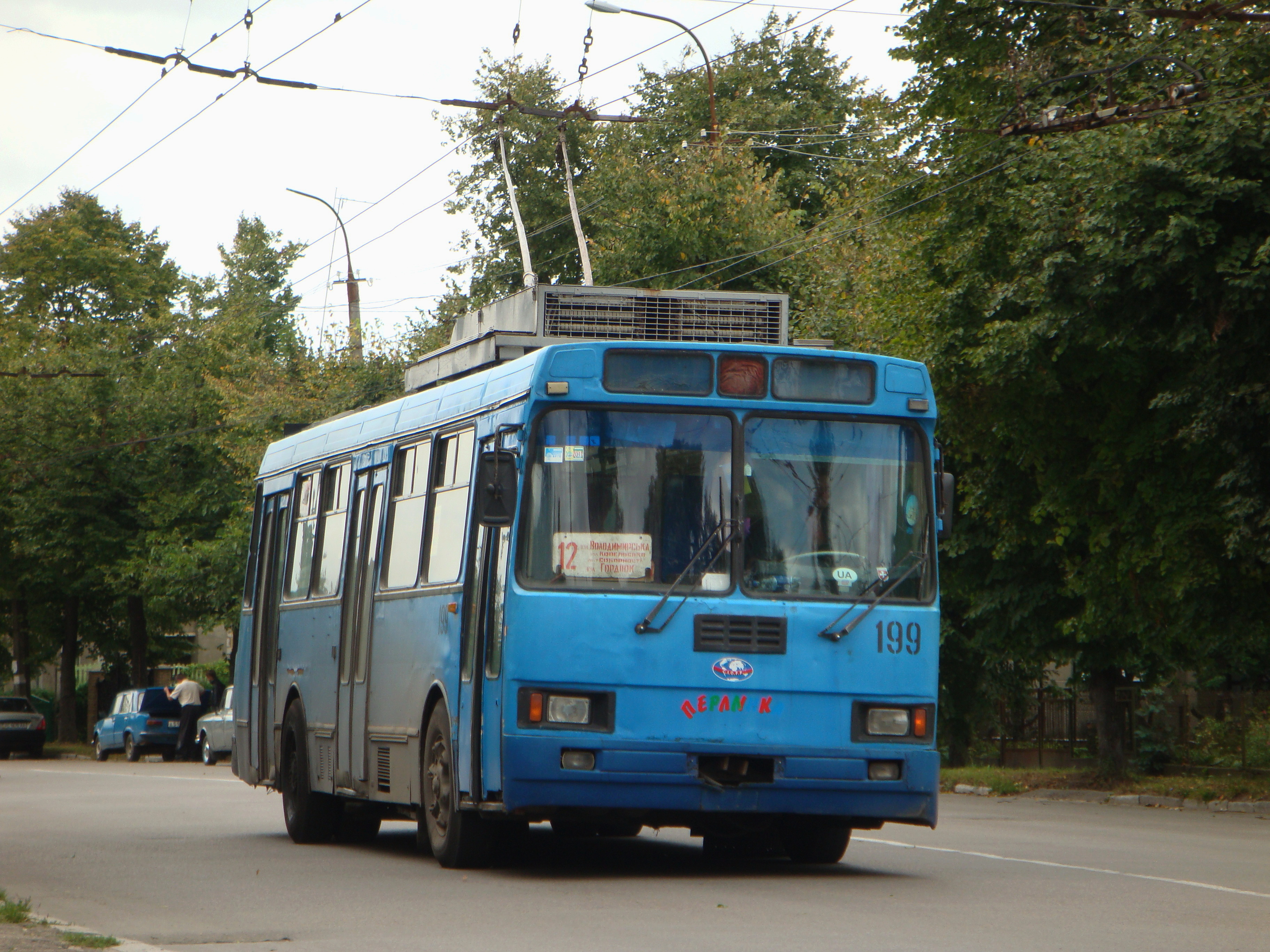
Trolejbus LAZ-52522

Trolejbusy w Łucku − system komunikacji trolejbusowej działający w Łucku. 

## Historia
Trolejbusy w Łucku uruchomiono 8 kwietnia 1972. Linia o długości 13,5 km połączyła zajezdnię trolejbusową z kinem Комсомолец. W 1974 otworzono trasę trolejbusową w ulicy Dimitrowa i do dworca kolejowego, po której puszczono linię nr 2. W 1978 otwarto trasę trolejbusową w ulicy Lwowskiej po której puszczono linię nr 4. 15 sierpnia 1995 otwarto trasę trolejbusową w ulicy Władimira. 23 sierpnia 1997 otwarto trasę do miejscowości Гаразджа. Trasę o długości 11,5 km obsługuje linia nr 11. 23 sierpnia 2000 otwarto trasę do wsi Вересневе.

## Perspektywy Rozwoju
Dzięki pozyskanym środkom z Europejskiego Banku Inwestycyjnego przez Ministerstwo Infrastruktury Ukrainy planowany jest zakup 30 nowych trolejbusów w ramach programu Miejski Transport Publiczny Ukrainy II. 

## Linie
Obecnie w Łucku jest 14 linii trolejbusowych:
| Linia | Trasa                   |
| ----- | ----------------------- |
| 1     | ЛПЗ − К-тр "Луцк        |
| 1a    | Бенделиани − К-тр "Луцк |
| 2     | ЛПЗ − К-тр "Луцк        |
| 2a    | Бенделиани − К-тр "Луцк |
| 3     | Лесничество − Гаразджа  |
| 4     | Ж/д Вокзал − АС-2       |
| 4a    | Ж/д Вокзал − АС-2       |
| 5     | КРЗ − Кирпичный завод   |
| 6     | Вересневе − КРЗ         |
| 7     | Ж/д Вокзал − Гаразджа   |
| 8     | КРЗ − Центр             |
| 9     | КРЗ − Центр             |
| 12    | Гордиюк − Владимирская  |

## Tabor
Początkowo posiadano 30 trolejbusów Киев-6. W 1973 do Łucka dotarły trzy trolejbusy Škoda 9Tr, które dotychczas kursowały w Czerniowcach. W 1978 rozpoczęto dostawy trolejbusów ZiU-9. Najwięcej trolejbusów w Łucku było w 1991 − 130. W latach 1993–1994 zakupiono 7 przegubowych trolejbusów YMZ T1. W 1995 otrzymano dwa pierwsze trolejbusy YMZ T2. W 1997 dotarł do Łucka kolejny trolejbus YMZ T2 o nr 198 oraz trolejbus LAZ-52522 o nr 199. W 2007 zaprezentowano i przekazano do eksploatacji 4 trolejbus Bogdan E231, które są produkowane w Łuckich zakładach samochodowych. W sierpniu 2008 otrzymano dwa trolejbusy Bogdan Т501.10 o długości 10 m. 
Obecnie w Łucku jest 67 trolejbusów:
- ZiU-9 − 47 trolejbusów
- YMZ T1 − 6 trolejbusów
- YMZ T2 − 5 trolejbusów
- Bogdan E231 − 5 trolejbusów
- Bogdan T501.10 − 2 trolejbusy
- Škoda 9Tr − 1 trolejbus
- LAZ-52522 − 1 trolejbus
- Mercedes-Benz O405NE - 1 trolejbus